# Bernardino da Asola
 (juillet 2025).
Bernardino da Asola,  né à Asola, province de Mantoue en Lombardie, est un peintre italien de la Renaissance qui fut actif au début du XVIe siècle.

## Biographie
Bernardino da Asola est le fils de Giovanni da Asola ; il fut actif surtout à Venise durant la période (1525 - 1550).

## Œuvres
- L'Adoration des mages (1525 - 1530), National Gallery,Londres.
- Le Jardin de l'amour  (1535 - 1550), National Gallery, Londres.
- La Vierge et l'Enfant (1525 - 1535), National Gallery, Londres.
- La Mort de saint Pierre martyr  (1540), National Gallery, Londres.